# Syndrome de sevrage alcoolique
 Mise en garde médicale
Le syndrome de sevrage alcoolique est un ensemble de symptômes qui peuvent survenir à la suite d'une réduction ou d'un arrêt de la consommation d'alcool après une période de consommation excessive. Le syndrome de sevrage alcoolique survient à la suite d'une réduction de la consommation d'alcool chez des personnes dépendantes à l'alcool, que cette réduction soit planifiée ou involontaire. Le mécanisme sous-jacent implique une diminution de la réactivité des récepteurs GABAA dans le cerveau.
En l'absence de traitements médicaux adaptés, le sevrage alcoolique peut aboutir au décès de la personne alcoolo-dépendante. Un sevrage brutal expose également le patient au syndrome de Wernicke-Korsakov, causant des handicaps mentaux majeurs à vie.
Les symptômes les plus courants sont l'anxiété, des tremblements, l'agitation, la dépression, des nausées et un état de malaise. Le syndrome de sevrage alcoolique peut également inclure des symptômes plus graves comme une fièvre élevée, des crises convulsives généralisées, une déshydratation intense pouvant aboutir à un blocage de la fonction rénale avec anurie, des hallucinations - le plus souvent visuelles - ainsi que le delirium tremens (DTs),.
Les symptômes de sevrage alcoolique se manifestent généralement autour de six heures après le dernier verre, leur intensité s’accroît entre 24h et à 72 heures après la dernière prise d'alcool et s'améliorent généralement après 7 jours,.
Le traitement du syndrome de sevrage alcoolique vise à maintenir le patient en vie, à prévenir autant que possible l'apparition des symptômes les plus graves et à limiter l'intensité des symptômes ressentis. Le traitement usuel des symptômes du sevrage alcoolique est la prescription des benzodiazépines telles que le chlordiazépoxide ou le diazépam. Le dosage de la médication est généralement basé sur l'intensité des symptômes de la personne. La complémentation en thiamine (vitamine B1) est recommandée de façon systématique. Une faible glycémie ou des problèmes électrolytiques doivent également être traités si besoin. La prise en charge rapide des symptômes du sevrage alcoolique améliore le pronostic médical.
Dans le monde Occidental, environ 15 % des personnes ont des problèmes d'alcoolodépendance à un certain moment dans leur vie. Environ la moitié des personnes souffrant d'alcoolodépendance va développer des symptômes de sevrage alcoolique après la réduction de leur consommation d'alcool, 4 % d'entre eux vont développer des symptômes sévères.

## Signes et symptômes
Les signes et symptômes du sevrage alcoolique se manifestent principalement au niveau du système nerveux central (SNC). La gravité du syndrome de sevrage peut varier de symptômes légers comme les troubles du sommeil et l'anxiété à des symptômes graves et potentiellement mortels comme le délire, les hallucinations et l'instabilité du système nerveux autonome.
Le syndrome de sevrage alcoolique commence habituellement de 6 à 24 heures après la dernière prise d'alcool. Il peut durer jusqu'à une semaine. Pour être diagnostiqué comme atteint de syndrome de sevrage alcoolique, le patient doit présenter au moins deux des symptômes suivants :
- tremblement accru des mains ;
- insomnies ;
- nausée ou vomissements ;
- hallucinations transitoires (auditives, visuelles ou tactiles) ;
- agitation psychomotrice ;
- anxiété ;
- crises d'épilepsie généralisées tonico-cloniques ;
- instabilité du système nerveux autonome.

La gravité des symptômes dépend d'un certain nombre de facteurs, dont les plus importants sont le degré de consommation d'alcool, la durée de la consommation excessive d'alcool et les antécédents de sevrage alcoolique.
D'autres concepts sont également utilisés pour décrire et classifier les symptômes du syndrome de sevrage alcoolique :
- hallucinose alcoolique : les patients souffrent d'hallucinations auditives, visuelles ou tactiles.
- crise épileptique du sevrage alcoolique : les crises se produisent dans les 48 heures après la dernière prise d'alcool ; elles peuvent se présenter sous la forme d'une seule crise tonico-clonique généralisée ou d'une succession brève de crises multiples[9]. Les personnes n'ayant jamais fait de crise d'épilepsie auparavant sont également susceptibles de présenter une crise épileptique de sevrage alcoolique[10].
- Delirium tremens : état hyperadrénergique, désorientation, tremblements, hypersudation, troubles de l'attention, baisse du niveau de vigilance pouvant aller jusqu'au coma, hallucinations visuelles et auditives[10]. Le delirium tremens survient généralement de 24 à 72 heures après la dernière consommation d'alcool. Sans soins, le delirium tremens peut être fatal, avec un risque majeur de déshydratation et d'arrêt cardiaque[2],[10].

### Progression des symptômes durant la première semaine de sevrage
En général, la gravité des symptômes dépendra de la quantité et de la durée de la consommation antérieure d'alcool, ainsi que du nombre et de la gravité des syndromes de sevrage antérieurs,. Même les plus graves de ces symptômes peuvent parfois se produire seulement 2h après l'arrêt de la consommation d'alcool. Par conséquent, l'imprévisibilité globale nécessite une hospitalisation planifiée, un traitement coordonné avec un médecin ou, à tout le moins, un accès rapide à des soins médicaux.
Dans de nombreux cas, cependant, les symptômes suivent une période raisonnablement prévisible, comme le montre l'exemple ci-dessous :
Six à 12 heures après l'ingestion du dernier verre, des symptômes de sevrage tels que des tremblements, des maux de tête, transpiration, anxiété, nausées ou des vomissements. D'autres symptômes comparables peuvent également exister dans cette période. Douze à 24 heures après l'arrêt, la condition peut progresser à de tels symptômes comme de la confusion, des hallucinations (avec une prise de conscience de la réalité), de tremblements, de l'agitation, et d'autres maux.
De 24 à 48 heures après la dernière ingestion d'alcool, la possibilité de crises épileptiques doivent être anticipées. Durant cet intervalle, aucun des autres symptômes de sevrage aura diminué. Sans soins, les crises épileptiques sont potentiellement mortelles.
Bien que, le plus souvent, l'état du patient commence à s'améliorer après 48 heures, il peut parfois continuer à s'aggraver jusqu'au delirium tremens.

### Syndrome de sevrage post-aigu
Un syndrome de sevrage post-aigu (Post-Acute Withdrawal Syndrome, PAWS) survient chez de nombreux alcooliques lorsque les symptômes de sevrage se poursuivent au-delà du stade de sevrage aigu. Habituellement, les symptômes se manifestent alors de manière moins intense que lors de la phase aiguë de sevrage et diminuent graduellement dans le temps. Certains des symptômes de sevrage peuvent persister pendant au moins un an après l'arrêt de la consommation d'alcool. Les symptômes peuvent inclure des fortes envies de reconsommer de l'alcool (craving), de l'incapacité à ressentir du plaisir (anhédonie), des maux de tête, de la désorientation, des nausées et des vomissements.
L'insomnie est un symptôme qui perdure fréquemment au-delà de la phase aiguë de sevrage. Ce phénomène augmente le taux de rechute. Des études ont montré que le magnésium ou le trazodone, peuvent aider à traiter la persistance de l'insomnie chez des alcooliques en cours de rétablissement. L'insomnie est particulièrement difficile à traiter chez le patient alcoolique car la plupart des traitements usuels fonctionnent par l'intermédiaire d'un mécanisme récepteur GABAA, ce qui entraîne une tolérance croisée (du fait de son accoutumance à l'alcool, l'organisme du patient alcoolique répond peu à cette classe de médicament). L'avantage du trazodone est qu'il n'existe pas de tolérance croisée entre l'alcool et cette substance.
La phase aiguë du syndrome de sevrage alcoolique peut parfois être prolongée. La survenue d'un delirium tremens après la durée habituelle des symptômes aigus de sevrage a été signalée dans la littérature médicale comme une particularité possible mais inhabituelle du sevrage alcoolique.

## Physiopathologie
De façon générale, l'alcool agit comme un dépresseur du système nerveux, et son sevrage entraîne une réaction opposée par hyperactivité du système nerveux somatique et neuro-végétatif. La consommation chronique d'alcool entraîne des changements dans la chimie du cerveau en particulier dans le système gabaminergique. L'alcool (éthanol) facilite la transmission de ce neurotransmetteur, inhibiteur du système nerveux central. À long terme, par mécanisme compensateur, la consommation d'alcool entraîne une réduction de la fixation du GABA à ses récepteurs.
Lors d'un sevrage, il se produit une réduction brutale de l'activité GABA, d'où une hyperactivité des autres métabolismes cérébraux, notamment du système glutamate excitateur. Ce qui expliquerait les troubles neuro-psychiques (de l'anxiété jusqu'à la confusion hallucinatoire), et les troubles végétatifs adrénergiques (tremblements, sueurs, tachycardie, hypertension, nausées…).
Les changements neurochimiques survenant au cours de sevrage de l'alcool peut être minimisé avec des médicaments qui sont utilisés pour la désintoxication. Avec l'abstinence de l'alcool, ces changements dans la neurochimie doivent normalement revenir progressivement vers la normale.

### Effet d'embrasement (kindling effect)
Dans la littérature alcoologique, on appelle «effet d'embrasement » (kindling effect) le phénomène observé d'une sévérité accrue du syndrome de sevrage à la suite de tentatives répétées de désintoxication à l'alcool. Par exemple, des personnes ayant recours à des pratiques d'alcoolisation ponctuelle importante (binge drinking) peuvent initialement ne ressentir aucun symptôme de sevrage, mais à chaque épisode d'alcoolisation importante suivie d'une interruption de la consommation d'alcool, leurs symptômes de sevrage s'intensifient et jusqu'à aboutir parfois à un delirium tremens complet avec convulsions comitiales. Parmi les patients alcooliques en cure de sevrage, ceux qui ont par le passé déjà tenté de se désintoxiquer de l'alcool sont plus à risque de souffrir de crises épileptiques que les autres patients. De plus, les patients alcooliques qui ont déjà vécu un syndrome de sevrage alcoolique par le passé sont plus à risque de souffrir de symptômes de syndrome alcoolique plus graves lors d'une nouvelle tentative de désintoxication à l'alcool.
L'effet d'embrasement est la cause de complications médicales : il augmente le risque de rechute, il augmente les dommages cérébraux et les déficits cognitifs liés à l'abus chronique d'alcool. L'abus chronique d'alcool et l'effet d'embrasement (lié à une multiplicité de syndrome de sevrage alcoolique) peuvent causer des altérations permanentes dans les récepteurs GABAA. Le mécanisme sous-jacent à l'effet d'embrasement est la sensibilisation de certains systèmes neuronaux et la désensibilisation d'autres systèmes neuronaux, ce qui entraîne des déséquilibres neurochimiques de plus en plus importants. Ces déséquilibres neurochimiques entraînent à leur tour des symptômes de sevrage alcooliques de plus en plus profondes, incluant l'anxiété, des convulsions et la neurotoxicité.
Les pratiques de binge drinking sont associées à une augmentation de l'impulsivité, des troubles de la mémoire de travail spatiale et des troubles de l'apprentissage émotionnel. Ces effets indésirables sont soupçonnés d'être dus aux effets neurotoxiques de syndrome de sevrage répétés entraînant une plasticité neuronale aberrante et des lésions corticales. Les périodes répétées d'intoxication aiguë suivie d'une désintoxication aiguë ont des effets profonds sur le cerveau et sont associées à un risque accru de convulsions ainsi qu'à des déficits cognitifs. Les effets sur le cerveau sont semblables à ceux observés chez les alcooliques qui ont été désintoxiqués à plusieurs reprises. Ainsi, le syndrome de sevrage aigu semble être le facteur le plus important dans l'endommagement ou l'altération des fonctions cérébrales. Les régions du cerveau les plus sensibles aux méfaits des pratiques d'alcoolisation ponctuelle importante (binge drinking) sont l'amygdale et le cortex préfrontal.
Les personnes qui, à l'adolescence, subissent à de multiples reprises un syndrome de sevrage - à la suite d'épisodes d'alcoolisations massives - présentent des troubles de la mémoire non verbale à long terme. Les alcooliques qui ont vécu deux syndromes ou plus de sevrage alcoolique souffrent davantage de dysfonctionnement cognitif du lobe frontal que les alcooliques qui ont vécu un seul ou aucun syndrome de sevrage alcoolique. L'inflammation des neurones est la cause proposée des dommages cognitifs liés au sevrage. L'effet d'embrasement lié aux multiples sevrages entraîne l'accumulation de changements neuro-adaptatifs. L'effet d'embrasement pourrait également être la cause des dommages cognitifs observés chez les buveurs s'adonnant à des alcoolisations ponctuelles importantes (binge drinking).

## Traitement
Les benzodiazépines sont efficaces pour la gestion des symptômes et la prévention des crises. Certaines vitamines sont également une partie importante de la gestion de l'alcool de syndrome de sevrage. Dans ceux avec des symptômes graves, l'hospitalisation et des soins est souvent nécessaire. Dans ceux avec moins de symptômes de traitement à la maison peut être possible avec des visites quotidiennes avec un fournisseur de soins de santé.

### Benzodiazépines
Les benzodiazépines sont les médicaments les plus couramment utilisés pour le traitement du syndrome de sevrage alcoolique et sont généralement sans danger et efficaces dans la suppression des symptômes de sevrage. Il n'existe pas de consensus sur quelle benzodiazépine est la meilleure pour traiter le syndrome de sevrage alcoolique. Les benzodiazépines les plus couramment utilisées sont les benzodiazépines à longue durée d'action, comme le chlordiazépoxide et le diazépam. On pense en effet qu'ils sont supérieurs aux autres benzodiazépines pour prévenir la survenue d'un delirium tremens ; leur longue durée d'action permet par ailleurs d'espacer le temps entre les prises. Cependant, les benzodiazépines à demi-vie intermédiaire comme le lorazépam sont peut-être plus sûres pour les personnes souffrant de problèmes de foie.
Bien que les benzodiazépines sont très efficaces pour le traitement de sevrage de l'alcool, ils doivent être administrés avec prudence. Les benzodiazépines ne devraient être utilisés que pour de brèves périodes chez des patients qui ne sont pas déjà dépendants aux benzodiazépines, cette classe de médicament présentant une tolérance croisée avec de l'alcool. Le risque existe de remplacer une dépendance à l'alcool par une dépendance aux benzodiazépines (addiction médicamenteuse), ou qu'une dépendance aux benzodiazépine se surajoute à une dépendance à l'alcool. De plus, une dépendance aux benzodiazépines entraîne une perturbation des récepteurs GABAA, tout comme la dépendance à l'alcool. Dès lors, l'usage chronique de benzodiazépines peut empêcher un rétablissement des fonctions mentales endommagées par l'alcool,. Enfin, la combinaison des benzodiazépines et de l'alcool renforce les effets psychologiques néfastes de ces substances, entraînant des états dépressifs plus intenses et un risque suicidaire accru. La prescription de benzodiazépines à des personnes alcoolo-dépendantes est donc généralement contre-indiquée, sauf pour le traitement du syndrome de sevrage alcoolique, au vu des risques potentiellement mortels qui y sont liés.

### Vitamines
Les alcooliques sont souvent carencés en nutriments divers, ce qui peut entraîner de graves complications au cours de sevrage de l'alcool, tels que le développement du syndrome de Wernicke. Pour aider à prévenir le syndrome de Wernicke, les alcooliques devraient recevoir une préparation multi-vitaminique contenant des quantités suffisantes de thiamine et d'acide folique. Pendant le sevrage alcoolique, l'administration prophylactique de thiamine, d'acide folique et de pyridoxine par voie intraveineuse est recommandée avant toute ingestion de liquide ou d'aliment contenant des glucides.